# Antonio Candreva
Antonio Candreva (Roma, 28 febbraio 1987) è un ex calciatore italiano, di ruolo centrocampista o attaccante.

## Biografia
La famiglia di Antonio Candreva appartiene alla comunità arbëreshë di Falconara Albanese (CS), in Calabria, cittadina alla quale il calciatore è molto legato.
Nel 2010 sposa dopo 4 anni di fidanzamento Valentina Biancifiori, da cui nel 2011 ha avuto la sua prima figlia, Bianca. I due si separano nel 2013 e successivamente il matrimonio viene annullato dalla Sacra Rota. Nel maggio del 2022, dopo cinque anni di fidanzamento, sposa Allegra Luna, dalla quale ha avuto due figli, Raul e Romeo.

## Caratteristiche tecniche
È un centrocampista completo, la cui tecnica individuale e duttilità gli permettono di ricoprire varie posizioni. È destrorso ma può essere schierato a sinistra per sfruttarne il tiro. Oltre che da trequartista, può infatti essere impiegato come esterno offensivo, quinto di centrocampo, come mezzala, oppure a ridosso della difesa. La capacità di corsa e la grinta agonistica lo rendono utile anche in fase di copertura, mentre in situazioni offensive sa fornire il proprio apporto servendo assist per i compagni di squadra.
Dotato di un buon tiro dalla distanza, è anche abile nel calciare punizioni e rigori.

## Carriera

### Club

#### Gli inizi, Ternana, Udinese e prestiti
Cresciuto nella Lodigiani, ancora minorenne viene tesserato dalla Ternana. Il 21 settembre 2004, a 17 anni, esordisce da professionista giocando in Serie B nella partita contro l'Empoli (1-1). Con la squadra umbra colleziona 47 presenze in tre stagioni, per poi trasferirsi all'Udinese.
Il debutto in Serie A con l'Udinese avviene il 27 gennaio 2008, in occasione della gara terminata senza gol contro l'Inter. In questa stagione ottiene solo 3 presenze in campionato e 5 presenze in Coppa Italia.
Nell'estate 2008 viene ceduto in prestito al Livorno, e contribuisce al ritorno in Serie A degli amaranto con 32 presenze e 2 reti nel campionato cadetto. Durante l'incontro con il Milan del 12 settembre 2009, il nome sulla sua maglia viene trascritto erroneamente (Cadreva).
Nel gennaio 2010 è ceduto, in prestito, alla Juventus. Con la formazione bianconera, il 21 febbraio 2010, realizza la prima rete in A risultando decisivo per la vittoria contro il Bologna (1-2). Esordisce poi nelle coppe continentali, giocando contro l'Ajax in Europa League.
Rientrato all'Udinese, svolge la preparazione estiva con i friulani ma in chiusura di calciomercato passa al Parma. Nel campionato 2010-11 segna tre gol, tra cui quello contro il Bari che frutta agli emiliani il primo successo esterno della stagione.
L'anno seguente gioca invece per il Cesena, disputando con i romagnoli la prima parte del torneo.

#### Lazio

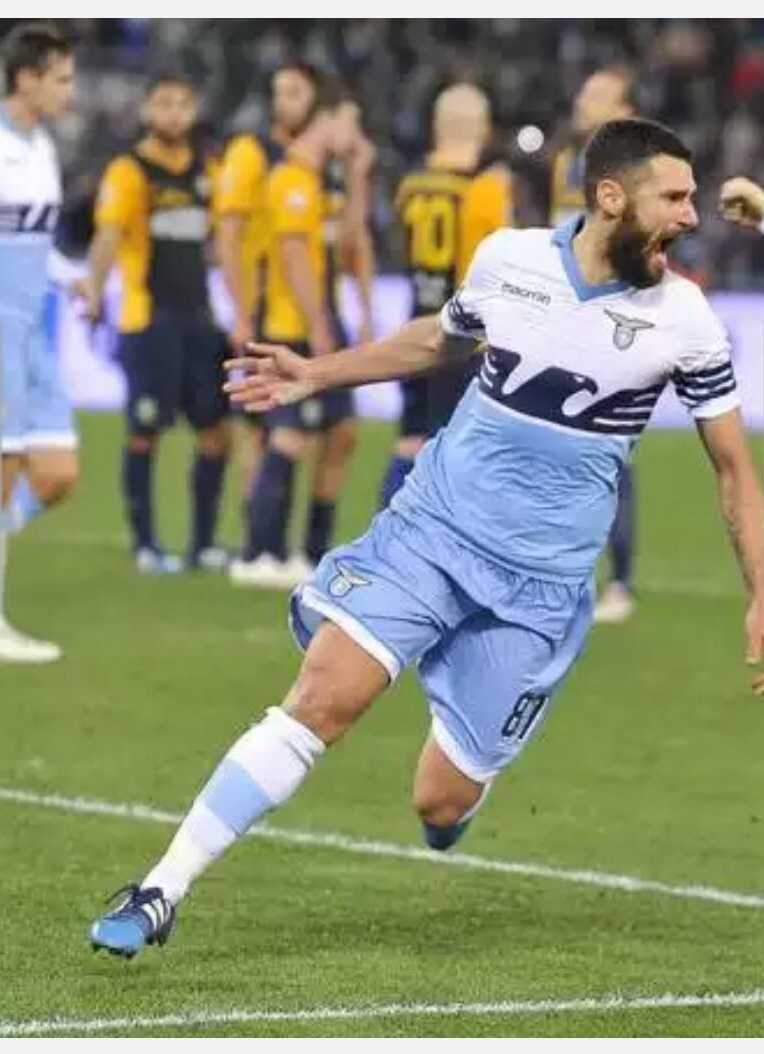
Candreva alla Lazio nel 2015

Nella sessione di mercato del gennaio 2012 viene ceduto in prestito alla Lazio, con diritto di riscatto per la compartecipazione. Negli anni successivi, la Lazio acquisirà dapprima metà del suo cartellino, per poi rilevarne la restante metà dall'Udinese. Esordisce il 1º febbraio 2012, subentrando a Hernanes nei minuti finali di Lazio-Milan: il suo ingresso in campo è accolto con fischi dalla tifoseria, per via della sua presunta fede romanista. Segna il primo gol in biancoceleste il 7 aprile, nella vittoria (3-1) contro il Napoli. Il successivo 11 novembre, realizza il temporaneo 1-1 nel derby della capitale che la sua squadra vincerà per 3-2. Il 21 febbraio 2013 trova la prima rete nelle coppe continentali, segnando contro il Borussia Mönchengladbach nel ritorno dei sedicesimi di Europa League. A fine stagione vince la Coppa Italia, inaugurando il suo palmarès, grazie ad un altro successo nella stracittadina. Il 18 agosto scende in campo nella gara che assegna la Supercoppa italiana, con i romani sconfitti per 4-0 dalla Juventus. Il 19 aprile 2014, realizza la sua prima doppietta da professionista aiutando la Lazio a pareggiare (3-3) contro il Torino: raggiunge in tal modo la quota di 11 reti in campionato, risultando (al pari di Hernanes e Nedvěd) il centrocampista laziale più prolifico di sempre in un singolo campionato. Nella giornata seguente, andando a segno (su rigore) contro il Livorno, migliora ulteriormente il primato.
Il 14 settembre 2014, festeggia le 300 presenze da professionista con un gol al Cesena in una partita vinta 3-0. Contribuisce, con 10 reti, al terzo posto raggiunto in campionato dai biancocelesti, che vale l'ingresso in Champions League. Disputa un'altra finale di Coppa Italia, che la sua squadra perde contro la Juventus. La Lazio cede ai bianconeri, come due anni prima, anche in Supercoppa (alla quale partecipa come finalista del secondo torneo nazionale). Il 18 agosto 2015, il centrocampista esordisce in Champions League nell'andata dei play-off che vede i romani sconfiggere (1-0) il Bayer Leverkusen. Nel campionato 2015-16 va ancora a segno in doppia cifra, per il terzo anno consecutivo.

#### Inter
Dopo un quadriennio nella capitale, firma con l'Inter che paga 21 milioni di euro per ingaggiarlo. Nel campionato 2016-17 è l'unico nerazzurro sempre presente, con 38 apparizioni in campo (metà delle quali partendo dal primo minuto) e 6 gol.
Confermato titolare anche con l'arrivo di Spalletti, contribuisce con 8 assist al quarto posto del campionato 2017-18 pur senza andare mai a segno.
Nella stagione successiva, dopo essere tornato a segnare nel successo per 3-0 in casa del Bologna, soffre la concorrenza del nuovo acquisto Matteo Politano, ritrovandosi talvolta in panchina. Negli ottavi di Coppa Italia, sigla una doppietta contro il Benevento (battuto per 6-2).
Nella stagione 2019-20, sotto la guida di Antonio Conte che lo aveva allenato in Nazionale, ritrova il posto da titolare segnando già alla prima giornata contro il Lecce nella gara vinta dall'Inter per 4-0. Il 23 ottobre 2019 segna il suo primo e unico gol in Champions League, realizzando il gol del definitivo 2-0 contro il Borussia Dortmund e la settimana seguente tocca quota cento presenze in campionato con i nerazzurri nella gara vinta per 2-1 contro il Brescia. Successivamente nella partita di ritorno contro il Borussia subisce un infortunio alla schiena che lo terrà fuori fino alla partita contro il Genoa del 21 dicembre. In occasione di Inter-Napoli (2-0) del 28 luglio 2020 raggiunge le 150 presenze complessive con la maglia dell’Inter. In questa stagione mette insieme 32 presenze, cinque gol e otto assist in campionato ma per le ultime partite di Europa League, competizione in cui l’Inter arriverà fino alla finale, perde il posto in favore di Danilo D’Ambrosio.

#### Sampdoria
Il 25 settembre 2020 si trasferisce in prestito con obbligo di riscatto alla Sampdoria. Esordisce con i blucerchiati subito il giorno dopo, nella partita interna con il Benevento, fornendo l'assist ad Omar Colley per il gol del momentaneo 2-0. Il 30 novembre segna il primo gol, nella partita in casa del Torino, pareggiata per 2-2, in cui realizza la rete del momentaneo 1-1. Il 6 gennaio 2021 segna la rete del vantaggio contro la sua ex-squadra nerazzurra, l'Inter, match poi vinto 2-1.

#### Salernitana e ritiro
Il 12 agosto 2022 viene ceduto in prestito alla Salernitana con diritto di riscatto e obbligo al verificarsi di determinate condizioni. Due giorni dopo esordisce già con i campani, nella partita di campionato contro la Roma, persa per 1-0. L'11 settembre 2022 sigla il suo primo gol con la maglia dei granata, in occasione del match in trasferta contro la Juventus all'Allianz Stadium. Il 7 aprile 2023 mette a segno la rete decisiva per il pareggio della propria squadra in casa contro l'Inter, sua ex squadra. Il 13 maggio sarà decisivo per la salvezza aritmetica della propria squadra mettendo a segno la rete decisiva per la vittoria casalinga contro l'Atalanta. Conclude la stagione 2022/2023 con 7 gol in 35 partite. Poco dopo la fine del campionato, viene esercitato l'obbligo di riscatto.
Inizia l'annata 2023-2024 mettendo a segno una doppietta ai danni della Roma. Per la maggior parte della stagione, si ritrova a vestire a più riprese la fascia da capitano per via degli svariati infortuni di Federico Fazio. In questa stagione, le prestazioni del giocatore e dell'intera squadra subiranno un forte calo, incappando in una serie di risultati negativi molto lunga che porterà il club granata a retrocedere in cadetteria con quattro turni d'anticipo. Nel maggio 2024 raggiunge le 500 presenze in Serie A, piazzandosi alla 17ª posizione "all time". Termina la stagione replicando lo stesso numero di presenze e reti dell'anno precedente.
Il 18 marzo 2025, a 10 mesi dall'ultima esperienza in campo con la squadra campana, attraverso un video sui social annuncia il ritiro dal calcio giocato. Nello stesso periodo diventa opinionista nelle trasmissioni di Sky Sport.

### Nazionale

#### Nazionali giovanili
Ha fatto parte di molte nazionali giovanili a partire dall'Under-18 fino alla nazionale Olimpica, con la quale ha esordito nel maggio 2008 al Torneo di Tolone, manifestazione amichevole in preparazione dei Giochi olimpici di Pechino, vinta dagli azzurrini.
Alle Olimpiadi di Pechino viene convocato come una delle 4 riserve. Dopo la seconda partita del girone, viene chiamato a sostituire il fuoriquota Tommaso Rocchi, infortunato al perone, e diventa così un componente della rosa a tutti gli effetti.
Con la nazionale Under-21 nel 2009 partecipa all'Europeo Under-21 in Svezia, dove l'Italia viene eliminata in semifinale dalla Germania.

#### Nazionale maggiore

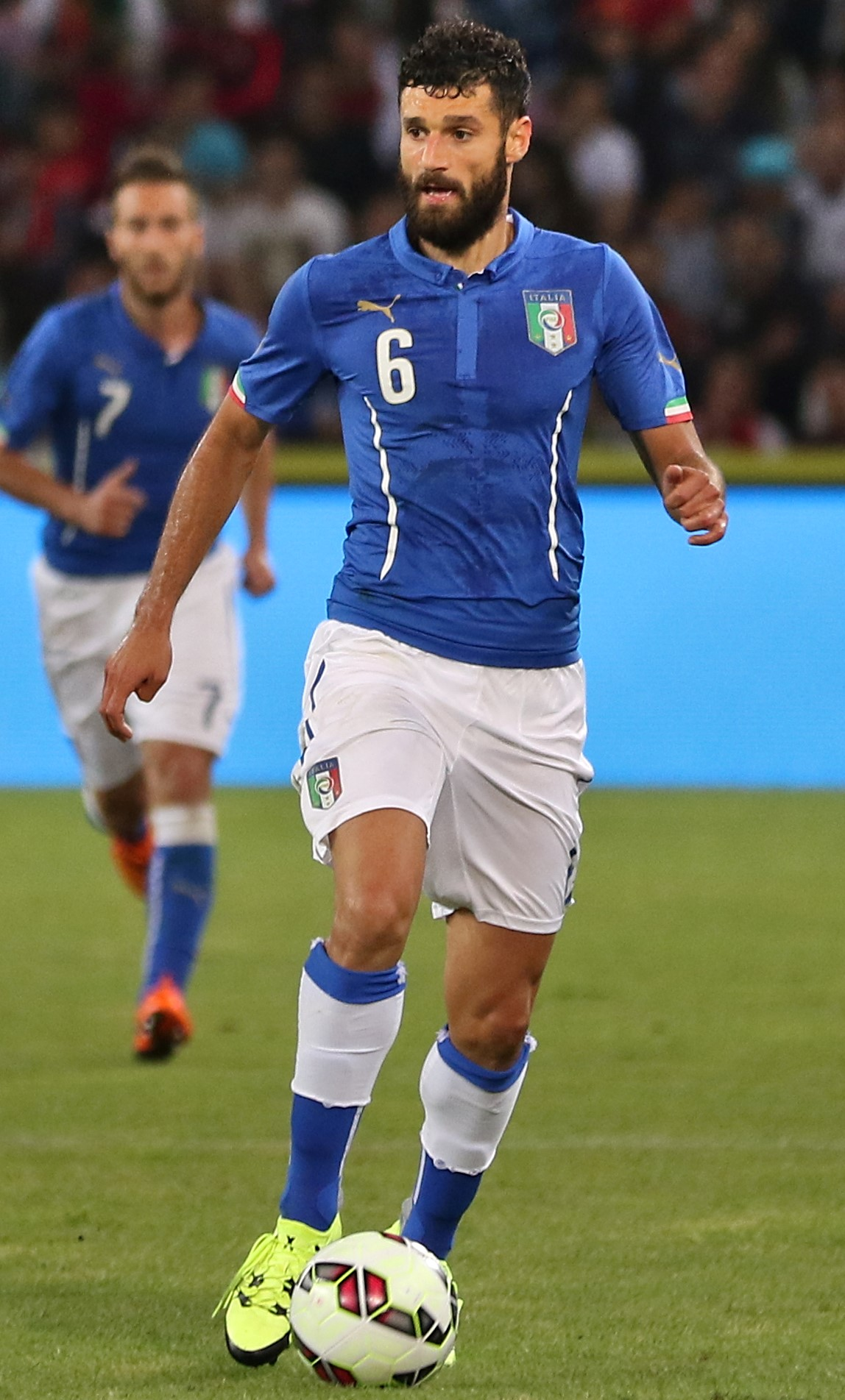
Candreva in nazionale maggiore durante l'amichevole contro il Portogallo nel 2015

Il 14 novembre 2009, a 22 anni, esordisce in nazionale con il CT Lippi, giocando titolare nell'amichevole contro i Paesi Bassi terminata senza reti a Pescara. Il selezionatore lo prende in considerazione per il campionato del mondo 2010 inserendolo tra i pre-convocati, ma non viene tuttavia confermato nella lista definitiva.
Dopo tre anni rientra nel giro azzurro sotto la direzione di Prandelli, che lo inserisce nella lista per la Confederations Cup 2013. In occasione della semifinale contro la Spagna, risoltasi ai rigori, beffa il portiere iberico Casillas con un cucchiaio: la prodezza si rivela però insufficiente, in quanto le Furie Rosse prevalgono per 7-6 dal dischetto. Prende poi parte al campionato del mondo 2014 in Brasile: durante la prima partita dell'Italia, vinta contro l'Inghilterra, è suo l'assist per il gol decisivo di Balotelli.
Confermato titolare anche nella gestione di Conte, il 16 novembre 2014 segna contro la Croazia il suo primo gol in nazionale. La partita, valida per le qualificazioni europee, finisce 1-1. Partecipa al campionato d'Europa 2016 in Francia, servendo un assist a Pellè nella gara di esordio vinta per 2-0 contro il Belgio. Nella successiva sfida, contro la Svezia, rimedia un infortunio agli adduttori che pone fine al suo torneo.
Trova spazio anche nella gestione di Ventura, che fallisce la qualificazione al campionato del mondo 2018 arrendendosi nei play-off agli stessi svedesi nel novembre 2017. Proprio il centrocampista viene indicato dalla stampa come uno dei giocatori che, nella doppia sfida, hanno maggiormente deluso le aspettative. Convocato dal CT ad interim Luigi Di Biagio, ottiene la sua ultima presenza il 27 marzo 2018 giocando titolare nella partita amichevole contro l'Inghilterra (1-1) disputata a Wembley. Con la nazionale maggiore ha totalizzato 54 presenze e 7 reti.

## Statistiche

### Presenze e reti nei club
| Stagione           | Squadra            | Campionato         | Campionato | Campionato | Coppe nazionali | Coppe nazionali | Coppe nazionali | Coppe europee | Coppe europee | Coppe europee | Altre coppe | Altre coppe | Altre coppe | Totale | Totale |
| Stagione           | Squadra            | Comp               | Pres       | Reti       | Comp            | Pres            | Reti            | Comp          | Pres          | Reti          | Comp        | Pres        | Reti        | Pres   | Reti   |
| ------------------ | ------------------ | ------------------ | ---------- | ---------- | --------------- | --------------- | --------------- | ------------- | ------------- | ------------- | ----------- | ----------- | ----------- | ------ | ------ |
| 2004-2005          | Ternana            | B                  | 2          | 0          | CI              | 0               | 0               | -             | -             | -             | -           | -           | -           | 2      | 0      |
| 2005-2006          | Ternana            | B                  | 29         | 0          | CI              | 1               | 0               | -             | -             | -             | -           | -           | -           | 30     | 0      |
| 2006-2007          | Ternana            | C1                 | 16         | 0          | CI+CI-C         | 1+1             | 0               | -             | -             | -             | -           | -           | -           | 18     | 0      |
| Totale Ternana     | Totale Ternana     | Totale Ternana     | 47         | 0          |                 | 3               | 0               |               | -             | -             |             | -           | -           | 50     | 0      |
| 2007-2008          | Udinese            | A                  | 3          | 0          | CI              | 5               | 0               | -             | -             | -             | -           | -           | -           | 8      | 0      |
| 2008-2009          | Livorno            | B                  | 33+1       | 2+0        | CI              | 0               | 0               | -             | -             | -             | -           | -           | -           | 34     | 2      |
| 2009-gen. 2010     | Livorno            | A                  | 19         | 0          | CI              | 3               | 0               | -             | -             | -             | -           | -           | -           | 22     | 0      |
| Totale Livorno     | Totale Livorno     | Totale Livorno     | 53         | 2          |                 | 3               | 0               |               | -             | -             |             | -           | -           | 56     | 2      |
| gen.-giu. 2010     | Juventus           | A                  | 16         | 2          | CI              | 1               | 0               | UEL           | 3             | 0             | -           | -           | -           | 20     | 2      |
| 2010-2011          | Parma              | A                  | 31         | 3          | CI              | 2               | 0               | -             | -             | -             | -           | -           | -           | 33     | 3      |
| 2011-gen. 2012     | Cesena             | A                  | 18         | 2          | CI              | 3               | 1               | -             | -             | -             | -           | -           | -           | 21     | 3      |
| gen.-giu. 2012     | Lazio              | A                  | 15         | 3          | CI              | 0               | 0               | UEL           | 2             | 0             | -           | -           | -           | 17     | 3      |
| 2012-2013          | Lazio              | A                  | 35         | 6          | CI              | 3               | 0               | UEL           | 11            | 1             | -           | -           | -           | 49     | 7      |
| 2013-2014          | Lazio              | A                  | 37         | 12         | CI              | 1               | 0               | UEL           | 5             | 0             | SI          | 1           | 0           | 44     | 12     |
| 2014-2015          | Lazio              | A                  | 34         | 10         | CI              | 4               | 1               | -             | -             | -             | -           | -           | -           | 38     | 11     |
| 2015-2016          | Lazio              | A                  | 30         | 10         | CI              | 2               | 0               | UCL+UEL       | 2+9           | 0+2           | SI          | 1           | 0           | 44     | 12     |
| Totale Lazio       | Totale Lazio       | Totale Lazio       | 151        | 41         |                 | 10              | 1               |               | 29            | 3             |             | 2           | 0           | 192    | 45     |
| 2016-2017          | Inter              | A                  | 38         | 6          | CI              | 2               | 1               | UEL           | 5             | 1             | -           | -           | -           | 45     | 8      |
| 2017-2018          | Inter              | A                  | 36         | 0          | CI              | 1               | 0               | -             | -             | -             | -           | -           | -           | 37     | 0      |
| 2018-2019          | Inter              | A                  | 18         | 1          | CI              | 2               | 2               | UCL+UEL       | 5+4           | 0             | -           | -           | -           | 29     | 3      |
| 2019-2020          | Inter              | A                  | 32         | 5          | CI              | 2               | 1               | UCL+UEL       | 5+1           | 1+0           | -           | -           | -           | 40     | 7      |
| Totale Inter       | Totale Inter       | Totale Inter       | 124        | 12         |                 | 7               | 4               |               | 20            | 2             |             | -           | -           | 151    | 18     |
| 2020-2021          | Sampdoria          | A                  | 35         | 5          | CI              | 1               | 0               | -             | -             | -             | -           | -           | -           | 36     | 5      |
| 2021-2022          | Sampdoria          | A                  | 36         | 7          | CI              | 3               | 0               | -             | -             | -             | -           | -           | -           | 39     | 7      |
| ago. 2022          | Sampdoria          | A                  | 0          | 0          | CI              | 1               | 0               | -             | -             | -             | -           | -           | -           | 1      | 0      |
| Totale Sampdoria   | Totale Sampdoria   | Totale Sampdoria   | 71         | 12         |                 | 5               | 0               |               | -             | -             |             | -           | -           | 76     | 12     |
| 2022-2023          | Salernitana        | A                  | 35         | 7          | CI              | 0               | 0               | -             | -             | -             | -           | -           | -           | 35     | 7      |
| 2023-2024          | Salernitana        | A                  | 34         | 6          | CI              | 1               | 1               | -             | -             | -             | -           | -           | -           | 35     | 7      |
| Totale Salernitana | Totale Salernitana | Totale Salernitana | 69         | 13         |                 | 1               | 1               |               | -             | -             |             | -           | -           | 70     | 14     |
| Totale carriera    | Totale carriera    | Totale carriera    | 583        | 87         |                 | 40              | 7               |               | 52            | 5             |             | 2           | 0           | 677    | 99     |

### Cronologia presenze e reti in nazionale
| Cronologia completa delle presenze e delle reti in nazionale ― Italia | Cronologia completa delle presenze e delle reti in nazionale ― Italia | Cronologia completa delle presenze e delle reti in nazionale ― Italia | Cronologia completa delle presenze e delle reti in nazionale ― Italia | Cronologia completa delle presenze e delle reti in nazionale ― Italia | Cronologia completa delle presenze e delle reti in nazionale ― Italia | Cronologia completa delle presenze e delle reti in nazionale ― Italia | Cronologia completa delle presenze e delle reti in nazionale ― Italia |
| Data                                                                  | Città                                                                 | In casa                                                               | Risultato                                                             | Ospiti                                                                | Competizione                                                          | Reti                                                                  | Note                                                                  |
| --------------------------------------------------------------------- | --------------------------------------------------------------------- | --------------------------------------------------------------------- | --------------------------------------------------------------------- | --------------------------------------------------------------------- | --------------------------------------------------------------------- | --------------------------------------------------------------------- | --------------------------------------------------------------------- |
| 14-11-2009                                                            | Pescara                                                               | Italia                                                                | 0 – 0                                                                 | Paesi Bassi                                                           | Amichevole                                                            | -                                                                     | 76’                                                                   |
| 18-11-2009                                                            | Cesena                                                                | Italia                                                                | 1 – 0                                                                 | Svezia                                                                | Amichevole                                                            | -                                                                     | 46’                                                                   |
| 12-10-2012                                                            | Erevan                                                                | Armenia                                                               | 1 – 3                                                                 | Italia                                                                | Qual. Mondiali 2014                                                   | -                                                                     | 87’                                                                   |
| 16-10-2012                                                            | Milano                                                                | Italia                                                                | 3 – 1                                                                 | Danimarca                                                             | Qual. Mondiali 2014                                                   | -                                                                     | 75’                                                                   |
| 14-11-2012                                                            | Parma                                                                 | Italia                                                                | 1 – 2                                                                 | Francia                                                               | Amichevole                                                            | -                                                                     | 70’                                                                   |
| 6-2-2013                                                              | Amsterdam                                                             | Paesi Bassi                                                           | 1 – 1                                                                 | Italia                                                                | Amichevole                                                            | -                                                                     | 46’                                                                   |
| 26-3-2013                                                             | Ta' Qali                                                              | Malta                                                                 | 0 – 2                                                                 | Italia                                                                | Qual. Mondiali 2014                                                   | -                                                                     | 61’                                                                   |
| 11-6-2013                                                             | Rio de Janeiro                                                        | Italia                                                                | 2 – 2                                                                 | Haiti                                                                 | Amichevole                                                            | -                                                                     |                                                                       |
| 22-6-2013                                                             | Salvador                                                              | Italia                                                                | 2 – 4                                                                 | Brasile                                                               | Conf. Cup 2013 - 1º turno                                             | -                                                                     |                                                                       |
| 27-6-2013                                                             | Fortaleza                                                             | Spagna                                                                | 0 – 0 dts (7 – 6 dtr)                                                 | Italia                                                                | Conf. Cup 2013 - Semifinale                                           | -                                                                     |                                                                       |
| 30-6-2013                                                             | Salvador                                                              | Uruguay                                                               | 2 – 2 dts (2 – 3 dtr)                                                 | Italia                                                                | Conf. Cup 2013 - Finale 3º posto                                      | -                                                                     |                                                                       |
| 15-8-2013                                                             | Roma                                                                  | Italia                                                                | 1 – 2                                                                 | Argentina                                                             | Amichevole                                                            | -                                                                     | 46’                                                                   |
| 6-9-2013                                                              | Palermo                                                               | Italia                                                                | 1 – 0                                                                 | Bulgaria                                                              | Qual. Mondiali 2014                                                   | -                                                                     |                                                                       |
| 10-9-2013                                                             | Torino                                                                | Italia                                                                | 2 – 1                                                                 | Rep. Ceca                                                             | Qual. Mondiali 2014                                                   | -                                                                     |                                                                       |
| 11-10-2013                                                            | Copenaghen                                                            | Danimarca                                                             | 2 – 2                                                                 | Italia                                                                | Qual. Mondiali 2014                                                   | -                                                                     |                                                                       |
| 15-10-2013                                                            | Napoli                                                                | Italia                                                                | 2 – 2                                                                 | Armenia                                                               | Qual. Mondiali 2014                                                   | -                                                                     | 60’                                                                   |
| 15-11-2013                                                            | Milano                                                                | Italia                                                                | 1 – 1                                                                 | Germania                                                              | Amichevole                                                            | -                                                                     | 53’                                                                   |
| 18-11-2013                                                            | Londra                                                                | Italia                                                                | 2 – 2                                                                 | Nigeria                                                               | Amichevole                                                            | -                                                                     | 19’, 66’                                                              |
| 5-3-2014                                                              | Madrid                                                                | Spagna                                                                | 1 – 0                                                                 | Italia                                                                | Amichevole                                                            | -                                                                     | 46’                                                                   |
| 4-6-2014                                                              | Perugia                                                               | Italia                                                                | 1 – 1                                                                 | Lussemburgo                                                           | Amichevole                                                            | -                                                                     | 79’                                                                   |
| 14-6-2014                                                             | Manaus                                                                | Inghilterra                                                           | 1 – 2                                                                 | Italia                                                                | Mondiali 2014 - 1º turno                                              | -                                                                     | 79’                                                                   |
| 20-6-2014                                                             | Recife                                                                | Italia                                                                | 0 – 1                                                                 | Costa Rica                                                            | Mondiali 2014 - 1º turno                                              | -                                                                     | 57’                                                                   |
| 4-9-2014                                                              | Bari                                                                  | Italia                                                                | 2 – 0                                                                 | Paesi Bassi                                                           | Amichevole                                                            | -                                                                     | 72’                                                                   |
| 10-10-2014                                                            | Palermo                                                               | Italia                                                                | 2 – 1                                                                 | Azerbaigian                                                           | Qual. Euro 2016                                                       | -                                                                     | 81’                                                                   |
| 13-10-2014                                                            | Ta' Qali                                                              | Malta                                                                 | 0 – 1                                                                 | Italia                                                                | Qual. Euro 2016                                                       | -                                                                     |                                                                       |
| 16-11-2014                                                            | Milano                                                                | Italia                                                                | 1 – 1                                                                 | Croazia                                                               | Qual. Euro 2016                                                       | 1                                                                     |                                                                       |
| 28-3-2015                                                             | Sofia                                                                 | Bulgaria                                                              | 2 – 2                                                                 | Italia                                                                | Qual. Euro 2016                                                       | -                                                                     |                                                                       |
| 12-6-2015                                                             | Spalato                                                               | Croazia                                                               | 1 – 1                                                                 | Italia                                                                | Qual. Euro 2016                                                       | 1                                                                     |                                                                       |
| 16-6-2015                                                             | Ginevra                                                               | Italia                                                                | 0 – 1                                                                 | Portogallo                                                            | Amichevole                                                            | -                                                                     | 64’                                                                   |
| 3-9-2015                                                              | Firenze                                                               | Italia                                                                | 1 – 0                                                                 | Malta                                                                 | Qual. Euro 2016                                                       | -                                                                     | 64’, 87’                                                              |
| 6-9-2015                                                              | Palermo                                                               | Italia                                                                | 1 – 0                                                                 | Bulgaria                                                              | Qual. Euro 2016                                                       | -                                                                     | 85’                                                                   |
| 10-10-2015                                                            | Baku                                                                  | Azerbaigian                                                           | 1 – 3                                                                 | Italia                                                                | Qual. Euro 2016                                                       | -                                                                     | 88’                                                                   |
| 13-10-2015                                                            | Roma                                                                  | Italia                                                                | 2 – 1                                                                 | Norvegia                                                              | Qual. Euro 2016                                                       | -                                                                     | 72’                                                                   |
| 13-11-2015                                                            | Bruxelles                                                             | Belgio                                                                | 3 – 1                                                                 | Italia                                                                | Amichevole                                                            | 1                                                                     |                                                                       |
| 17-11-2015                                                            | Bologna                                                               | Italia                                                                | 2 – 2                                                                 | Romania                                                               | Amichevole                                                            | -                                                                     | 81’                                                                   |
| 24-3-2016                                                             | Udine                                                                 | Italia                                                                | 1 – 1                                                                 | Spagna                                                                | Amichevole                                                            | -                                                                     | 60’                                                                   |
| 29-5-2016                                                             | Ta' Qali                                                              | Italia                                                                | 1 – 0                                                                 | Scozia                                                                | Amichevole                                                            | -                                                                     | 62’                                                                   |
| 6-6-2016                                                              | Verona                                                                | Italia                                                                | 2 – 0                                                                 | Finlandia                                                             | Amichevole                                                            | 1                                                                     | 76’                                                                   |
| 13-6-2016                                                             | Lione                                                                 | Belgio                                                                | 0 – 2                                                                 | Italia                                                                | Euro 2016 - 1º turno                                                  | -                                                                     |                                                                       |
| 17-6-2016                                                             | Tolosa                                                                | Italia                                                                | 1 – 0                                                                 | Svezia                                                                | Euro 2016 - 1º turno                                                  | -                                                                     |                                                                       |
| 1-9-2016                                                              | Bari                                                                  | Italia                                                                | 1 – 3                                                                 | Francia                                                               | Amichevole                                                            | -                                                                     |                                                                       |
| 5-9-2016                                                              | Haifa                                                                 | Israele                                                               | 1 – 3                                                                 | Italia                                                                | Qual. Mondiali 2018                                                   | 1                                                                     | 67’                                                                   |
| 9-10-2016                                                             | Skopje                                                                | Macedonia                                                             | 2 – 3                                                                 | Italia                                                                | Qual. Mondiali 2018                                                   | -                                                                     |                                                                       |
| 12-11-2016                                                            | Vaduz                                                                 | Liechtenstein                                                         | 0 – 4                                                                 | Italia                                                                | Qual. Mondiali 2018                                                   | 1                                                                     | 74’                                                                   |
| 24-3-2017                                                             | Palermo                                                               | Italia                                                                | 2 – 0                                                                 | Albania                                                               | Qual. Mondiali 2018                                                   | -                                                                     |                                                                       |
| 7-6-2017                                                              | Nizza                                                                 | Italia                                                                | 3 – 0                                                                 | Uruguay                                                               | Amichevole                                                            | -                                                                     | 58’                                                                   |
| 11-6-2017                                                             | Udine                                                                 | Italia                                                                | 5 – 0                                                                 | Liechtenstein                                                         | Qual. Mondiali 2018                                                   | -                                                                     | 60’                                                                   |
| 2-9-2017                                                              | Madrid                                                                | Spagna                                                                | 3 – 0                                                                 | Italia                                                                | Qual. Mondiali 2018                                                   | -                                                                     | 70’                                                                   |
| 5-9-2017                                                              | Reggio Emilia                                                         | Italia                                                                | 1 – 0                                                                 | Israele                                                               | Qual. Mondiali 2018                                                   | -                                                                     | 87’                                                                   |
| 9-10-2017                                                             | Scutari                                                               | Albania                                                               | 0 – 1                                                                 | Italia                                                                | Qual. Mondiali 2018                                                   | 1                                                                     |                                                                       |
| 10-11-2017                                                            | Solna                                                                 | Svezia                                                                | 1 – 0                                                                 | Italia                                                                | Qual. Mondiali 2018                                                   | -                                                                     |                                                                       |
| 13-11-2017                                                            | Milano                                                                | Italia                                                                | 0 – 0                                                                 | Svezia                                                                | Qual. Mondiali 2018                                                   | -                                                                     | 76’                                                                   |
| 23-3-2018                                                             | Manchester                                                            | Italia                                                                | 0 – 2                                                                 | Argentina                                                             | Amichevole                                                            | -                                                                     | 61’                                                                   |
| 27-3-2018                                                             | Londra                                                                | Inghilterra                                                           | 1 – 1                                                                 | Italia                                                                | Amichevole                                                            | -                                                                     | 56’                                                                   |
| Totale                                                                |                                                                       | Presenze                                                              | 54                                                                    |                                                                       | Reti                                                                  | 7                                                                     |                                                                       |

| Cronologia completa delle presenze e delle reti in nazionale ― Italia olimpica | Cronologia completa delle presenze e delle reti in nazionale ― Italia olimpica | Cronologia completa delle presenze e delle reti in nazionale ― Italia olimpica | Cronologia completa delle presenze e delle reti in nazionale ― Italia olimpica | Cronologia completa delle presenze e delle reti in nazionale ― Italia olimpica | Cronologia completa delle presenze e delle reti in nazionale ― Italia olimpica | Cronologia completa delle presenze e delle reti in nazionale ― Italia olimpica | Cronologia completa delle presenze e delle reti in nazionale ― Italia olimpica |
| Data                                                                           | Città                                                                          | In casa                                                                        | Risultato                                                                      | Ospiti                                                                         | Competizione                                                                   | Reti                                                                           | Note                                                                           |
| ------------------------------------------------------------------------------ | ------------------------------------------------------------------------------ | ------------------------------------------------------------------------------ | ------------------------------------------------------------------------------ | ------------------------------------------------------------------------------ | ------------------------------------------------------------------------------ | ------------------------------------------------------------------------------ | ------------------------------------------------------------------------------ |
| 21-5-2008                                                                      | Tolone                                                                         | Costa d'Avorio olimpica                                                        | 0 – 2                                                                          | Italia olimpica                                                                | Torneo di Tolone 2008 - 1º turno                                               | -                                                                              | 78’                                                                            |
| 23-5-2008                                                                      | La Seyne-sur-Mer                                                               | Italia olimpica                                                                | 2 – 1                                                                          | Turchia under 23                                                               | Torneo di Tolone 2008 - 1º turno                                               | -                                                                              | 62’ 68’                                                                        |
| 27-5-2008                                                                      | Tolone                                                                         | Italia olimpica                                                                | 0 – 0 dts (5 - 4 dcr)                                                          | Giappone olimpica                                                              | Torneo di Tolone 2008 - Semifinale                                             | -                                                                              | 80’                                                                            |
| 22-7-2008                                                                      | Pistoia                                                                        | Italia olimpica                                                                | 1 – 1                                                                          | Romania under 21                                                               | Amichevole                                                                     | -                                                                              | 70’                                                                            |
| 13-8-2008                                                                      | Tientsin                                                                       | Camerun olimpica                                                               | 0 – 0                                                                          | Italia olimpica                                                                | Olimpiadi 2008 - 1º turno                                                      | -                                                                              | 88’                                                                            |
| 16-8-2008                                                                      | Pechino                                                                        | Italia olimpica                                                                | 2 – 3                                                                          | Belgio olimpica                                                                | Olimpiadi 2008 - Quarti di finale                                              | -                                                                              | 83’                                                                            |
| Totale                                                                         |                                                                                | Presenze                                                                       | 6                                                                              |                                                                                | Reti                                                                           | 0                                                                              |                                                                                |

## Palmarès

### Club
- Coppa Italia: 1

Lazio: 2012-2013

### Nazionale
- Torneo di Tolone: 1

2008

### Individuale
- Premio Gentleman: 1

2017